# Liste der Fahnenträger der Olympischen Winterspiele 2018
Die Liste der Fahnenträger der Olympischen Spiele 2018 führt die Fahnenträger sowohl der Eröffnungsfeier am 9. Februar als auch der Schlussfeier am 25. Februar auf.
Beim Einmarsch der Nationen zogen Athleten aller teilnehmenden Länder ins PyeongChang Olympic Stadium ein. Bei der Eröffnungsfeier wurden die einzelnen Teams von einem Fahnenträger aus den Reihen ihrer Sportler oder Offiziellen angeführt, der entweder von ihrem jeweiligen Nationalen Olympischen Komitee (NOK) oder von den Athleten selbst bestimmt wurde. Bei der Schlussfeier gingen die Fahnenträger separat vor allen anderen Athleten, die ein gemeinsames Feld bildeten, ohne zwischen den Nationalitäten zu unterscheiden.

## Reihenfolge
Der griechischen Mannschaft wurde traditionell der Platz an vorderster Stelle gewährt, ein Sonderstatus, der aus der Ausrichtung der antiken und ersten Spiele der Moderne in Griechenland herrührt. Die Gastgebernation Südkorea marschierte gemeinsam mit Nordkorea unter der gemeinsamen koreanischen Fahne zuletzt. Die Athleten der anderen Länder betraten das Stadion in alphabetischer Reihenfolge in der Sprache der Gastgebernation, in diesem Fall also Koreanisch. Diese Reihenfolge entsprach sowohl der Tradition als auch den Statuten des Internationalen Olympischen Komitees (IOK).
Israel trat aufgrund seiner feindlichen Beziehungen zum Iran entgegen der alphabetischen Ordnung hinter Italien ein, anstatt hinter dem Iran.

## Liste der Fahnenträger
Nachfolgend führt eine Liste die Fahnenträger der Eröffnungs- und Schlussfeier aller teilnehmenden Nationen auf, sortiert nach der Abfolge ihres Einmarsches. Die Liste ist zudem sortierbar nach ihrem Staatsnamen, nach Mannschaftskürzel, nach Anzahl der Athleten, nach dem Nachnamen des Fahnenträgers und dessen Sportart.

### Nach Nationen
| Abfolge | Nationalmannschaft               | Kürzel | Anzahl der Athleten | Eröffnungsfeier              | Eröffnungsfeier       | Schlussfeier                          | Schlussfeier        |
| Abfolge | Nationalmannschaft               | Kürzel | Anzahl der Athleten | Fahnenträger                 | Sportart              | Fahnenträger                          | Sportart            |
| ------- | -------------------------------- | ------ | ------------------- | ---------------------------- | --------------------- | ------------------------------------- | ------------------- |
| 1       | Griechenland                     | GRE    | 4                   | Sophia Ralli                 | Ski Alpin             | Ioannis Antoniou                      | Ski Alpin           |
| 2       | Ghana                            | GHA    | 1                   | Akwasi Frimpong              | Skeleton              | Akwasi Frimpong                       | Skeleton            |
| 3       | Nigeria                          | NGR    | 3                   | Ngozi Onwumere               | Bob                   | Simidele Adeagbo                      | Skeleton            |
| 4       | Südafrika                        | RSA    | 1                   | Connor Wilson                | Ski Alpin             | Connor Wilson                         | Ski Alpin           |
| 5       | Niederlande                      | NED    | 34                  | Jan Smeekens                 | Eisschnelllauf        | Ireen Wüst                            | Eisschnelllauf      |
| 6       | Norwegen                         | NOR    | 109                 | Emil Hegle Svendsen          | Biathlon              | Marit Bjørgen                         | Skilanglauf         |
| 7       | Neuseeland                       | NZL    | 21                  | Beau-James Wells             | Freestyle-Skiing      | Zoi Sadowski-Synnott                  | Snowboard           |
| 8       | Dänemark                         | DEN    | 17                  | Elena Møller Rigas           | Eisschnelllauf        | Viktor Hald Thorup                    | Eisschnelllauf      |
| 9       | Deutschland                      | GER    | 156                 | Eric Frenzel                 | Nordische Kombination | Christian Ehrhoff                     | Eishockey           |
| 10      | Osttimor                         | TLS    | 1                   | Yohan Goutt Goncalves        | Ski Alpin             | Yohan Goutt Goncalves                 | Ski Alpin           |
| 11      | Lettland                         | LAT    | 34                  | Daumants Dreiškens           | Bob                   | Haralds Silovs                        | Shorttrack          |
| 12      | Libanon                          | LBN    | 3                   | Samer Tawk                   | Skilanglauf           | Volunteer                             | Volunteer           |
| 13      | Rumänien                         | ROU    | 27                  | Marius Ungureanu             | Biathlon              | Raluca Strămăturaru                   | Rennrodeln          |
| 14      | Luxemburg                        | LUX    | 1                   | Matthieu Osch                | Ski Alpin             | Matthieu Osch                         | Ski Alpin           |
| 15      | Litauen                          | LTU    | 9                   | Tomas Kaukėnas               | Biathlon              | Andrej Drukarov                       | Ski Alpin           |
| 16      | Liechtenstein                    | LIE    | 3                   | Marco Pfiffner               | Ski Alpin             | Volunteer                             | Volunteer           |
| 17      | Madagaskar                       | MAD    | 1                   | Mialitiana Clerc             | Ski Alpin             | Mialitiana Clerc                      | Ski Alpin           |
| 18      | Malaysia                         | MAS    | 2                   | Julian Yee                   | Eiskunstlauf          | Julian Yee                            | Eiskunstlauf        |
| 19      | Mexiko                           | MEX    | 4                   | German Madrazo               | Skilanglauf           | Rodolfo Dickson                       | Ski Alpin           |
| 20      | Monaco                           | MON    | 4                   | Rudy Rinaldi                 | Bob                   | Boris Vain                            | Bob                 |
| 21      | Marokko                          | MAR    | 2                   | Samir Azzimani               | Skilanglauf           | Adam Lamhamedi                        | Ski Alpin           |
| 22      | Montenegro                       | MNE    | 3                   | Jelena Vujičić               | Ski Alpin             | Eldar Salihović                       | Ski Alpin           |
| 23      | Moldau                           | MDA    | 2                   | Nicolae Gaiduc               | Skilanglauf           | Nicolae Gaiduc                        | Skilanglauf         |
| 24      | Malta                            | MLT    | 1                   | Élise Pellegrin              | Ski Alpin             | Élise Pellegrin                       | Ski Alpin           |
| 25      | Mongolei                         | MGL    | 2                   | Batmönchiin Atschbadrach     | Skilanglauf           | Tschinbatyn Otgontsetseg              | Skilanglauf         |
| 26      | Vereinigte Staaten               | USA    | 241                 | Erin Hamlin                  | Rennrodeln            | Jessica Diggins                       | Skilanglauf         |
| 27      | Bermuda                          | BER    | 1                   | Tucker Murphy                | Skilanglauf           | Tucker Murphy                         | Skilanglauf         |
| 28      | Belgien                          | BEL    | 21                  | Seppe Smits                  | Snowboard             | Bart Swings                           | Eisschnelllauf      |
| 29      | Belarus                          | BLR    | 33                  | Ala Zuper                    | Freestyle-Skiing      | Darja Domratschawa                    | Biathlon            |
| 30      | Bosnien und Herzegowina          | BIH    | 4                   | Elvedina Muzaferija          | Ski Alpin             | Elvedina Muzaferija                   | Ski Alpin           |
| 31      | Bolivien                         | BOL    | 2                   | Simon Breitfuss Kammerlander | Ski Alpin             | Timo Grönlund                         | Skilanglauf         |
| 32      | Bulgarien                        | BUL    | 21                  | Radoslaw Jankow              | Snowboard             | Jordan Tschutschuganow                | Skilanglauf         |
| 33      | Brasilien                        | BRA    | 9                   | Edson Bindilatti             | Bob                   | Isadora Williams                      | Eiskunstlauf        |
| 34      | San Marino                       | SMR    | 1                   | Alessandro Mariotti          | Ski Alpin             | Alessandro Mariotti                   | Ski Alpin           |
| 35      | Serbien                          | SRB    | 4                   | Nevena Ignjatović            | Ski Alpin             | Nevena Ignjatović                     | Ski Alpin           |
| 36      | Schweden                         | SWE    | 116                 | Niklas Edin                  | Curling               | Charlotte Kalla                       | Skilanglauf         |
| 37      | Schweiz                          | SUI    | 167                 | Dario Cologna                | Skilanglauf           | Ramon Zenhäusern                      | Ski Alpin           |
| 38      | Spanien                          | ESP    | 12                  | Lucas Eguibar                | Snowboard             | Javier Fernández López                | Eiskunstlauf        |
| 39      | Slowakei                         | SVK    | 56                  | Veronika Velez-Zuzulová      | Ski Alpin             | Petra Vlhová                          | Ski Alpin           |
| 40      | Slowenien                        | SLO    | 71                  | Vesna Fabjan                 | Skilanglauf           | Filip Flisar                          | Freestyle-Skiing    |
| 41      | Singapur                         | SGP    | 1                   | Cheyenne Goh                 | Shorttrack            | Volunteer                             | Volunteer           |
| 42      | Armenien                         | ARM    | 3                   | Mikajel Mikajeljan           | Skilanglauf           | Mikajel Mikajeljan                    | Skilanglauf         |
| 43      | Argentinien                      | ARG    | 6                   | Sebastiano Gastaldi          | Ski Alpin             | Verónica María Ravenna                | Rennrodeln          |
| 44      | Island                           | ISL    | 5                   | Freydís Halla Einarsdóttir   | Ski Alpin             | Snorri Einarsson                      | Skilanglauf         |
| 45      | Irland                           | IRL    | 5                   | Seamus O’Connor              | Snowboard             | Brendan Newby                         | Freestyle-Skiing    |
| 46      | Aserbaidschan                    | AZE    | 1                   | Patrick Brachner             | Ski Alpin             | Volunteer                             | Volunteer           |
| 47      | Andorra                          | AND    | 5                   | Irineu Esteve Altimiras      | Skilanglauf           | Irineu Esteve Altimiras               | Skilanglauf         |
| 48      | Albanien                         | ALB    | 2                   | Suela Mëhilli                | Ski Alpin             | Suela Mëhilli                         | Ski Alpin           |
| 49      | Eritrea                          | ERI    | 1                   | Shannon-Ogbani Abeda         | Ski Alpin             | Shannon-Ogbani Abeda                  | Ski Alpin           |
| 50      | Estland                          | EST    | 22                  | Saskia Alusalu               | Eisschnelllauf        | Saskia Alusalu                        | Eisschnelllauf      |
| 51      | Ecuador                          | ECU    | 1                   | Klaus Jungbluth Rodríguez    | Skilanglauf           | Klaus Jungbluth Rodríguez             | Skilanglauf         |
| 52      | Großbritannien                   | GBR    | 59                  | Elizabeth Yarnold            | Skeleton              | Billy Morgan                          | Snowboard           |
| 53      | Australien                       | AUS    | 51                  | Scott James                  | Snowboard             | Jarryd Hughes                         | Snowboard           |
| 54      | Österreich                       | AUT    | 105                 | Anna Veith                   | Ski Alpin             | Madeleine Egle                        | Rennrodeln          |
| 55      | Olympische Athleten aus Russland | OAR    | 169                 | Volunteer                    | Volunteer             | Volunteer                             | Volunteer           |
| 56      | Usbekistan                       | UZB    | 2                   | Komiljon Toʻxtayev           | Ski Alpin             | Volunteer                             | Volunteer           |
| 57      | Ukraine                          | UKR    | 33                  | Olena Pidhruschna            | Biathlon              | Oleksandr Abramenko                   | Freestyle-Skiing    |
| 58      | Iran                             | IRI    | 4                   | Samaneh Beirami Baher        | Skilanglauf           | Volunteer                             | Volunteer           |
| 59      | Italien                          | ITA    | 122                 | Arianna Fontana              | Shorttrack            | Carolina Kostner                      | Eiskunstlauf        |
| 60      | Israel                           | ISR    | 10                  | Oleksij Bytschenko           | Eiskunstlauf          | Itamar Biran                          | Ski Alpin           |
| 61      | Indien                           | IND    | 2                   | Shiva Keshavan               | Rennrodeln            | Volunteer                             | Volunteer           |
| 62      | Japan                            | JPN    | 124                 | Noriaki Kasai                | Skispringen           | Nao Kodaira                           | Eisschnelllauf      |
| 63      | Jamaika                          | JAM    | 3                   | Audra Segree                 | Bob                   | Carrie Russell                        | Bob                 |
| 64      | Georgien                         | GEO    | 4                   | Moris Qwitelaschwili         | Eiskunstlauf          | Iason Abramaschwili                   | Ski Alpin           |
| 65      | Volksrepublik China              | CHN    | 81                  | Zhou Yang                    | Shorttrack            | Wu Dajing                             | Shorttrack          |
| 66      | Tschechien                       | CZE    | 95                  | Eva Samková                  | Snowboard             | Ester Ledecká                         | Snowboard Ski Alpin |
| 67      | Chile                            | CHI    | 7                   | Henrik von Appen             | Ski Alpin             | Claudia Salcedo Quezada               | Skilanglauf         |
| 68      | Kasachstan                       | KAZ    | 46                  | Absal Äschghalijew           | Shorttrack            | Absal Äschghalijew                    | Shorttrack          |
| 69      | Kanada                           | CAN    | 225                 | Tessa Virtue & Scott Moir    | Eiskunstlauf          | Kim Boutin                            | Shorttrack          |
| 70      | Kenia                            | KEN    | 1                   | Sabrina Simader              | Ski Alpin             | Volunteer                             | Volunteer           |
| 71      | Kosovo                           | KOS    | 1                   | Albin Tahiri                 | Ski Alpin             | Albin Tahiri                          | Ski Alpin           |
| 72      | Kolumbien                        | COL    | 4                   | Pedro Causil                 | Eisschnelllauf        | Michael Poettoz                       | Ski Alpin           |
| 73      | Kroatien                         | CRO    | 19                  | Natko Zrnčić-Dim             | Ski Alpin             | Dražen Silić                          | Bob                 |
| 74      | Kirgisistan                      | KGZ    | 2                   | Tariel Dscharkymbajew        | Skilanglauf           | Jewgeni Timofejew                     | Ski Alpin           |
| 75      | Zypern                           | CYP    | 1                   | Dinos Lefkaritis             | Ski Alpin             | Dinos Lefkaritis                      | Ski Alpin           |
| 76      | Chinesisch Taipeh                | TPE    | 4                   | Lien Te-an                   | Rennrodeln            | Huang Yu-ting                         | Eisschnelllauf      |
| 77      | Thailand                         | THA    | 4                   | Mark Chanloung               | Skilanglauf           | Mark Chanloung                        | Skilanglauf         |
| 78      | Türkei                           | TUR    | 8                   | Fatih Arda İpcioğlu          | Skispringen           | Hamza Dursun                          | Skilanglauf         |
| 79      | Togo                             | TOG    | 2                   | Mathilde-Amivi Petitjean     | Skilanglauf           | Mathilde-Amivi Petitjean              | Skilanglauf         |
| 80      | Tonga                            | TGA    | 1                   | Pita Taufatofua              | Skilanglauf           | Pita Taufatofua                       | Skilanglauf         |
| 81      | Pakistan                         | PAK    | 2                   | Muhammad Karim               | Ski Alpin             | Muhammad Karim                        | Ski Alpin           |
| 82      | Portugal                         | POR    | 2                   | Kequyen Lam                  | Skilanglauf           | Arthur Hanse                          | Ski Alpin           |
| 83      | Polen                            | POL    | 62                  | Zbigniew Bródka              | Eisschnelllauf        | Mateusz Luty                          | Bob                 |
| 84      | Puerto Rico                      | PUR    | 1                   | Charles Flaherty             | Ski Alpin             | Charles Flaherty                      | Ski Alpin           |
| 85      | Frankreich                       | FRA    | 107                 | Martin Fourcade              | Biathlon              | Gabriella Papadakis Guillaume Cizeron | Eiskunstlauf        |
| 86      | Mazedonien                       | MKD    | 3                   | Stavre Jada                  | Skilanglauf           | Volunteer                             | Volunteer           |
| 87      | Finnland                         | FIN    | 106                 | Janne Ahonen                 | Skispringen           | Mika Poutala                          | Eisschnelllauf      |
| 88      | Philippinen                      | PHI    | 2                   | Asa Miller                   | Ski Alpin             | Asa Miller                            | Ski Alpin           |
| 89      | Ungarn                           | HUN    | 19                  | Konrád Nagy                  | Eisschnelllauf        | Volunteer                             | Volunteer           |
| 90      | Hongkong                         | HKG    | 1                   | Arabella Ng                  | Ski Alpin             | Volunteer                             | Volunteer           |
| 91      | Korea                            | COR    | 156                 | Won Yun-jong Hwang Chung-gum | Bob Eishockey         | Volunteer                             | Volunteer           |
| 92      | Nordkorea *                      | PRK    | 10                  | -                            | -                     | Kim Ju-sik                            | Eiskunstlauf        |
| 92      | Südkorea *                       | KOR    | 123                 | -                            | -                     | Lee Seung-hoon                        | Eisschnelllauf      |

### Nach Sportarten
Die meisten Fahnenträger kamen aus dem Ski Alpin Sport, gefolgt von Skilanglauf. Die wenigsten Fahnenträger kamen mit je einem aus dem Curling (Schweden) und der Nordischen Kombination (Deutschland) sowie dem Eishockey mit der Nordkoreanerin Hwang Chung-gum. Die Fahnenträgerin der Abschlussfeier für (Tschechien), Ester Ledecká, nahm sowohl bei Bewerben von Ski Alpin als auch Snowboard teil.
| Sportart              | Eröffnungsfeier | Anzahl | Schlussfeier | Anzahl |
| --------------------- | --- | ------ | --- | ------ |
| Biathlon              | Norwegen Rumänien Litauen Ukraine Frankreich | 05     | Belarus | 01     |
| Bobsport              | Nigeria Lettland Monaco Brasilien Jamaika Korea | 05 +1  | Monaco Jamaika Kroatien Polen | 04     |
| Curling               | Schweden | 01     | | 0      |
| Eishockey             | Korea | 00 + 1 | Deutschland | 01     |
| Eiskunstlauf          | Malaysia Israel Georgien Kanada | 04     | Malaysia Brasilien Spanien Italien Frankreich Korea Nord | 06     |
| Eisschnelllauf        | Niederlande Danemark Estland Kolumbien Polen Ungarn | 06     | Niederlande Danemark Belgien Estland Japan Chinesisch Taipeh Finnland Korea Sud | 08     |
| Freestyle-Skiing      | Neuseeland Belarus | 02     | Slowenien Irland Ukraine | 03     |
| Nordische Kombination | Deutschland | 01     | | 0      |
| Rennrodeln            | Vereinigte Staaten Indien Chinesisch Taipeh | 03     | Rumänien Argentinien Osterreich | 03     |
| Shorttrack            | Singapur Italien China Volksrepublik Kasachstan | 04     | China Volksrepublik Kasachstan Kanada Lettland | 04     |
| Skeleton              | Ghana Vereinigtes Konigreich | 02     | Nigeria Ghana | 02     |
| Ski Alpin             | Griechenland Sudafrika Osttimor Luxemburg Liechtenstein Madagaskar Montenegro Malta Bosnien und Herzegowina Bolivien San Marino Serbien Slowakei Argentinien Island Aserbaidschan Albanien Eritrea Osterreich Usbekistan Chile Kosovo Kroatien Zypern Republik Pakistan Puerto Rico Philippinen Hongkong | 28     | Griechenland Sudafrika Osttimor Luxemburg Litauen Madagaskar Mexiko Marokko Montenegro Malta Bosnien und Herzegowina San Marino Serbien Schweiz Slowakei Albanien Eritrea Israel Georgien Kosovo Kolumbien Kirgisistan Zypern Republik Pakistan Portugal Puerto Rico Philippinen Tschechien | 28     |
| Skilanglauf           | Libanon Mexiko Marokko Moldau Republik Mongolei Bermuda Schweiz Slowenien Armenien Andorra Ecuador Iran Kirgisistan Thailand Portugal Tonga Nordmazedonien | 17     | Norwegen Moldau Republik Mongolei Vereinigte Staaten Bermuda Bolivien Bulgarien Schweden Armenien Island Andorra Ecuador Chile Thailand Turkei Togo Tonga | 17     |
| Skispringen           | Japan Turkei Finnland | 03     | | 0      |
| Snowboard             | Belgien Bulgarien Spanien Irland Australien Tschechien | 06     | Neuseeland Vereinigtes Konigreich Australien Tschechien | 04     |
| Volunteer             | Olympia | 01     | Libanon Liechtenstein Singapur Aserbaidschan Olympia Usbekistan Iran Indien Kenia Nordmazedonien Ungarn Hongkong Korea | 13     |